# Alter Bahnhof Landshut
Im Jahr 1857 wurde der erste Bahnhof, der Alte Bahnhof, in Landshut als Teil der Strecke München–Regensburg errichtet und 1858 eingeweiht. Der Betrieb endete 1880. Von seiner Existenz zeugt heute der seit 1973 denkmalgeschützte Kopfbau des ehemaligen Empfangsgebäudes.

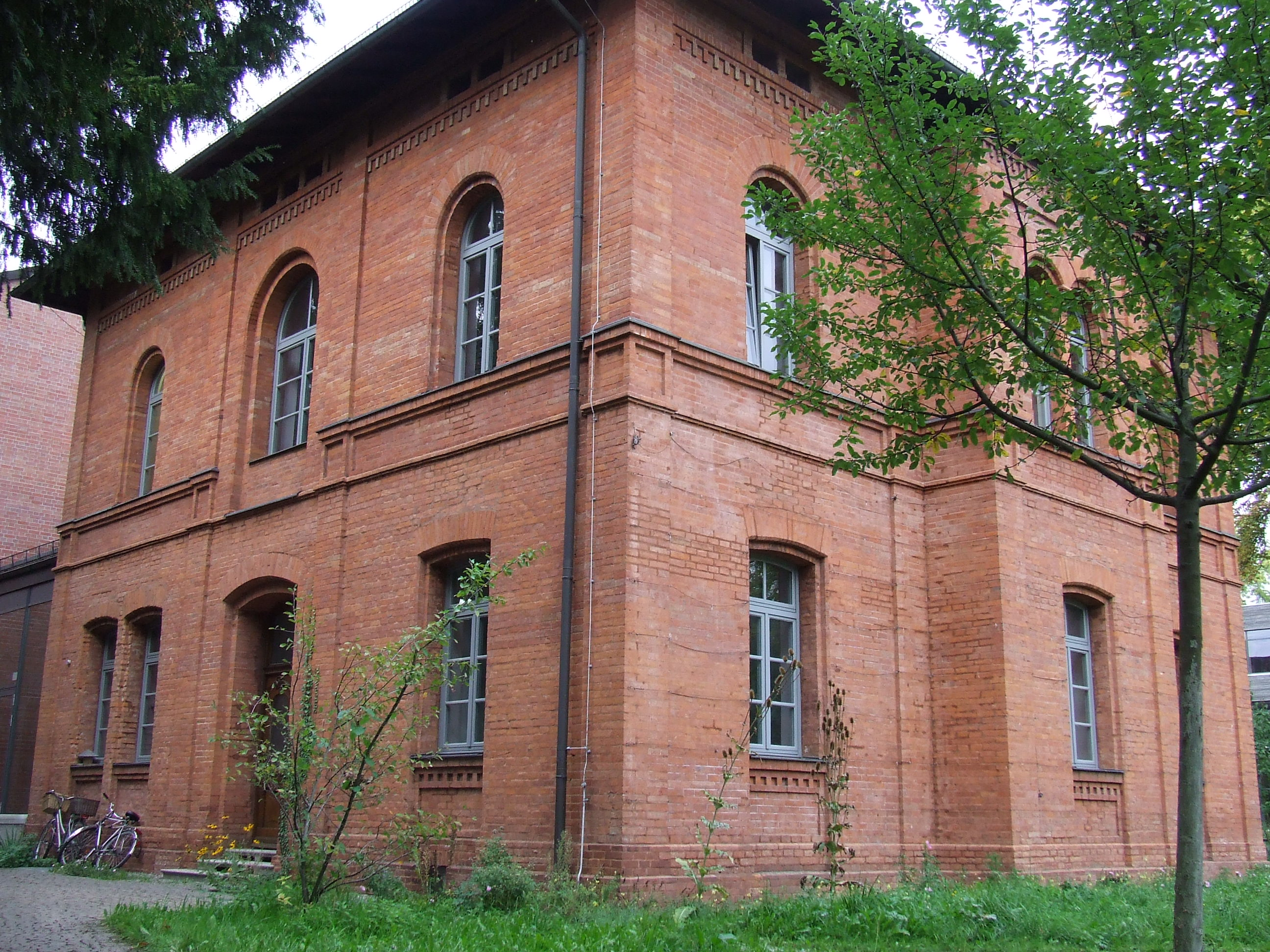
Alter Bahnhof Landshut, Kopfbau des Empfangsgebäudes von Südwesten (Straßenzugang), 2011

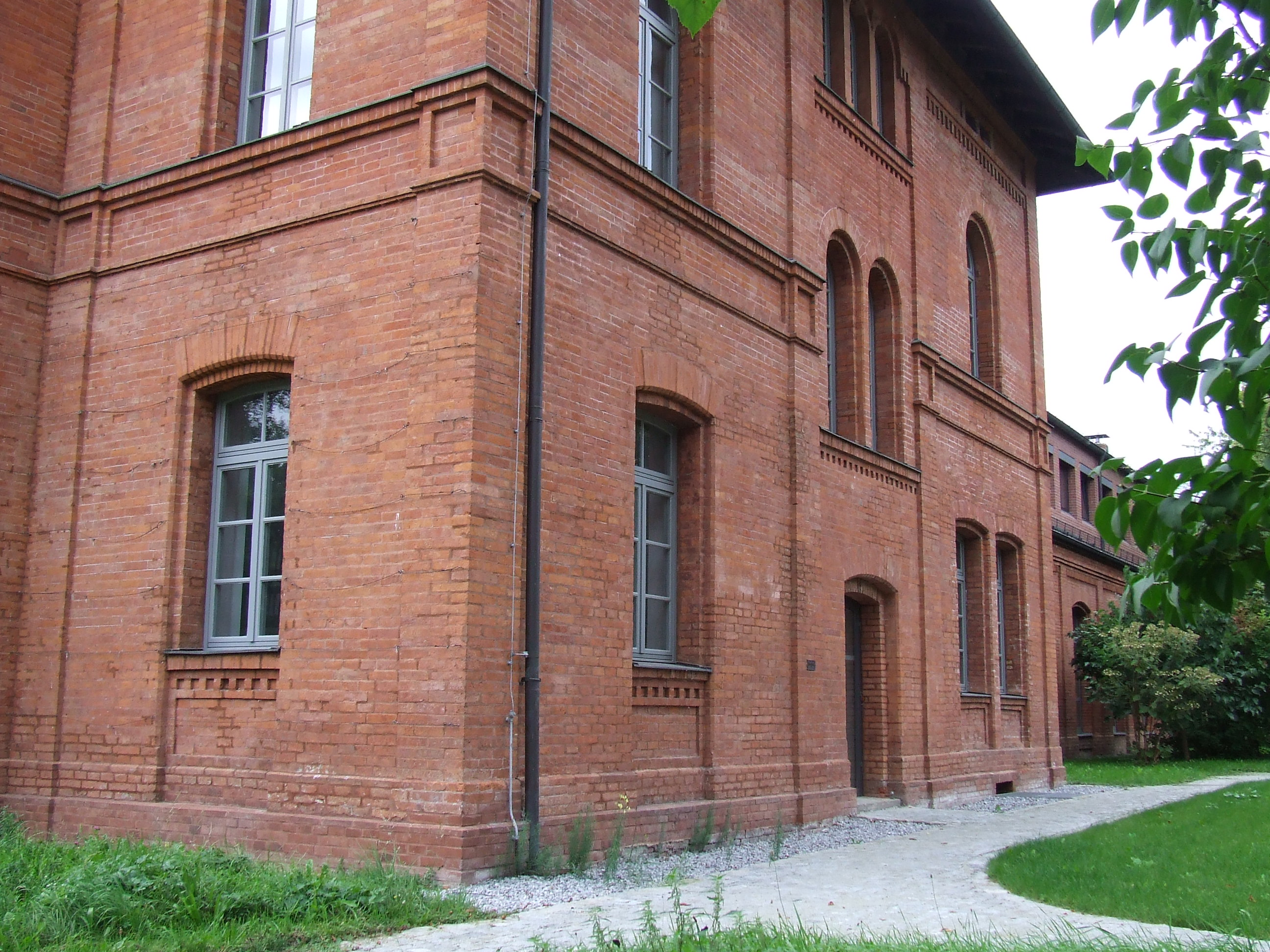
Alter Bahnhof Landshut, Kopfbau des Empfangsgebäudes von Südosten (Gleise, Drehscheibe), 2011

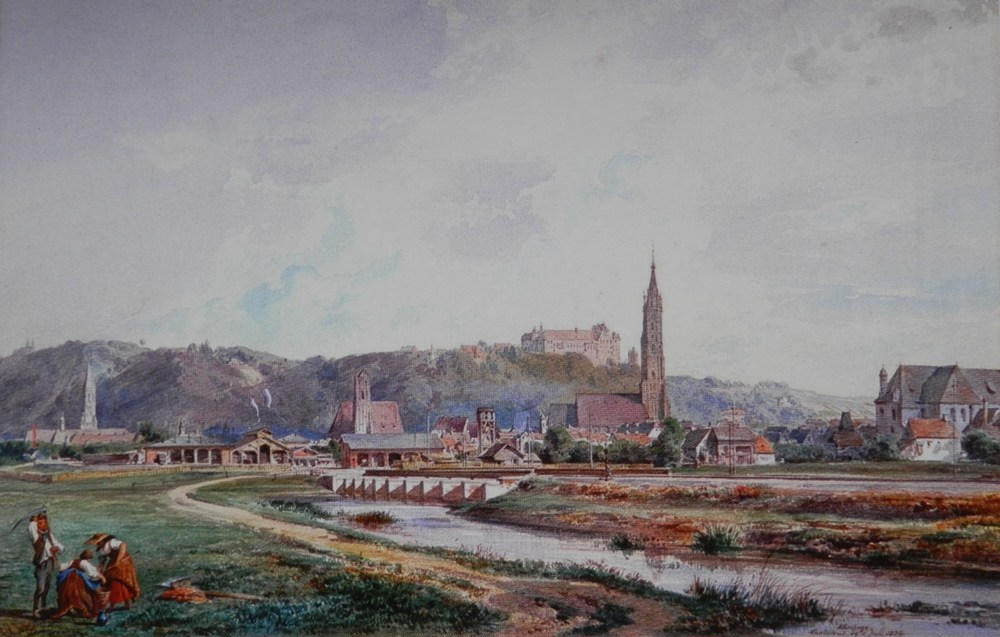
Blick auf den alten Bahnhof (in der linken Bildhälfte), Aquarell von Albert Emil Kirchner 1859

## Bau und Inbetriebnahme
Im Jahr 1854 begannen die Vermessungsarbeiten auf dem zukünftigen Bahnhofsgelände, welches sich direkt vor den Toren der damaligen Stadt am nördlichen Ufer der Kleinen Isar befand. Dieses Gelände war durch Hochwasser gefährdet, so dass ab 1856 Entwässerungsgräben angelegt, Erdreich aufgeschüttet und planiert sowie die Pfettrach unterführt wurde. 1857 wurden die Backstein-Gebäude errichtet, unter Leitung von Maurermeister Simon Pausinger (Empfangsgebäude) und Baumeister Johann Baptist Bernlochner (Lokomotiv-Remise). Im April 1858 errichtete man abschließend die Fachwerk-Einsteighalle. Das gesamte Gelände war von einem Zaun umgeben. Auf der Baustelle arbeiteten bis zu 700 Menschen.
Der erste Zug fuhr am 6. September 1858 in den Bahnhof ein, ein Güterzug mit 20 Güterwagen voll Baumaterial und einem Personenwagen in der Mitte. Darin befand sich Paul Camille von Denis, der Direktor der Königlich-privilegirten Actiengesellschaft der Bayerischen Ostbahnen. Dieses Privatunternehmen war für Bau und Betrieb der Strecke verantwortlich.
Der fahrplanmäßige Bahnbetrieb startete – mutmaßlich wegen fehlender Personenwagen verspätet – am 3. November 1858, jedoch ohne Eröffnungsfeierlichkeit. Diese sollte nach Fertigstellung der Strecke zwischen Landshut und Regensburg stattfinden, ist aber nicht überliefert.

## Bahnhof und Bahnbetrieb

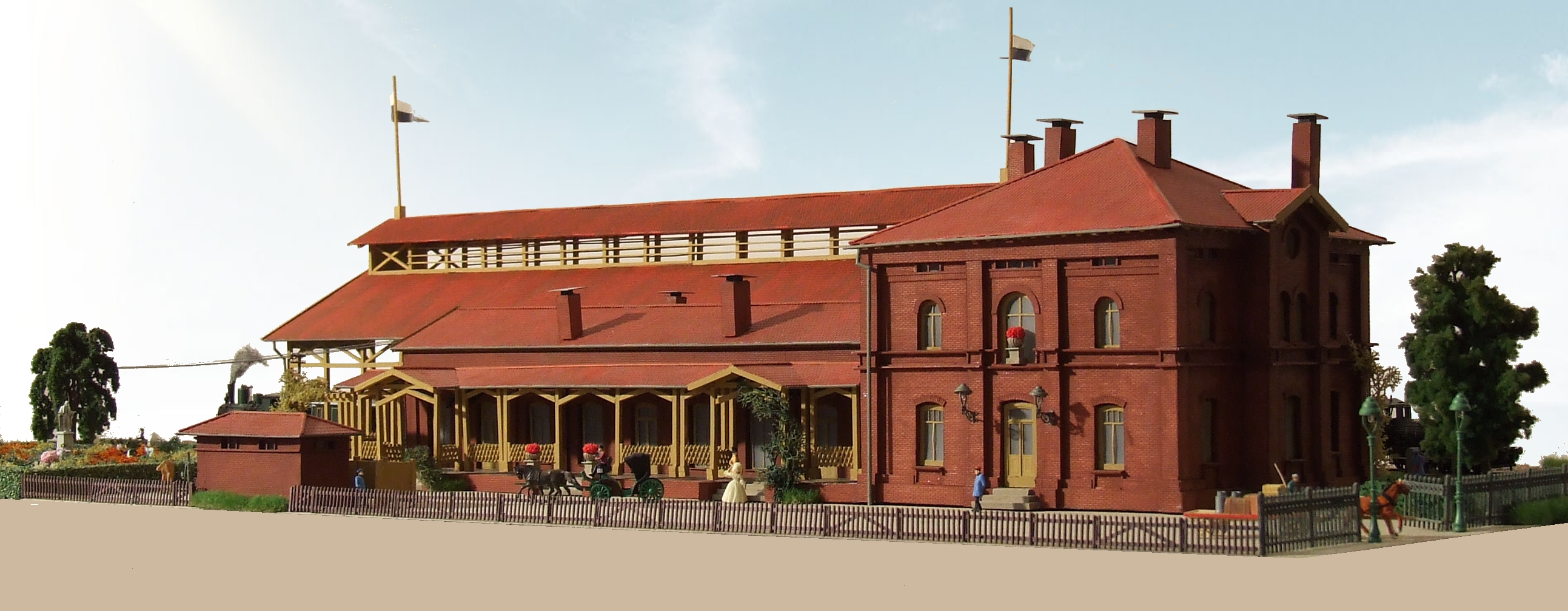
Modell des Alten Bahnhofs im Maßstab 1:87 – Ansicht von Südwesten

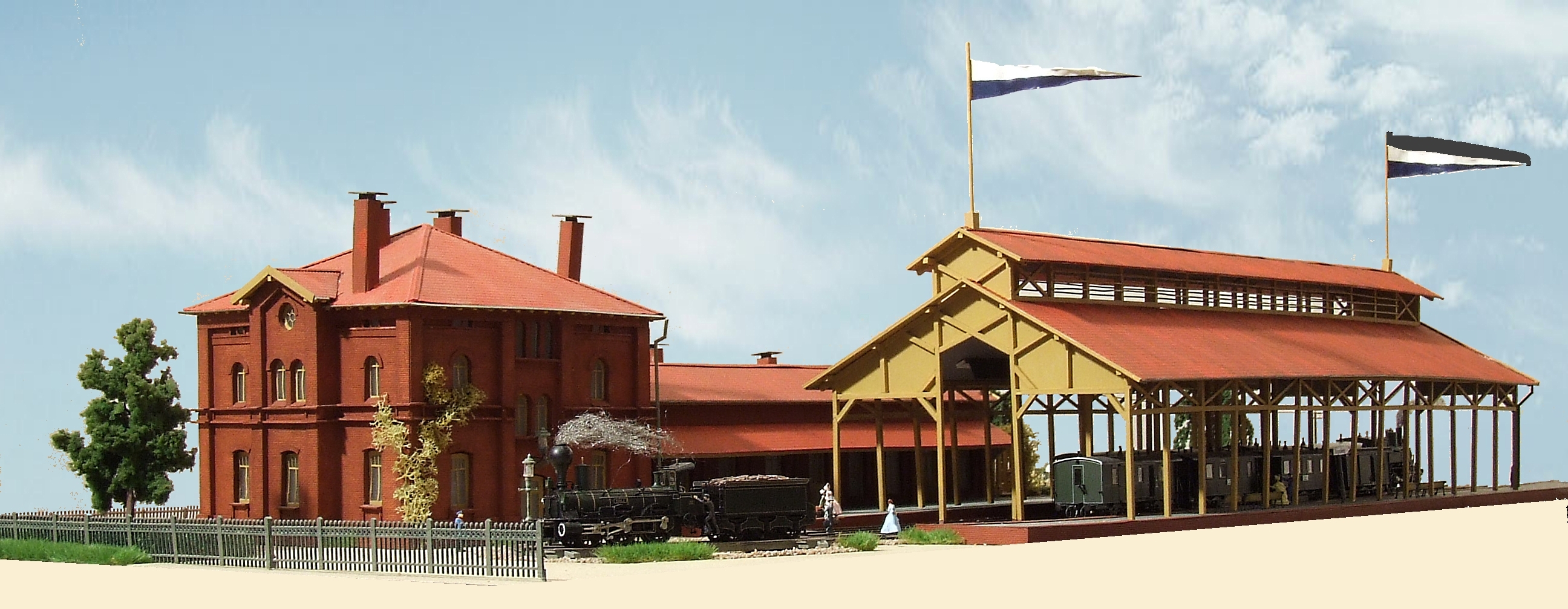
Modell des Alten Bahnhofs im Maßstab 1:87 – Ansicht von Südosten

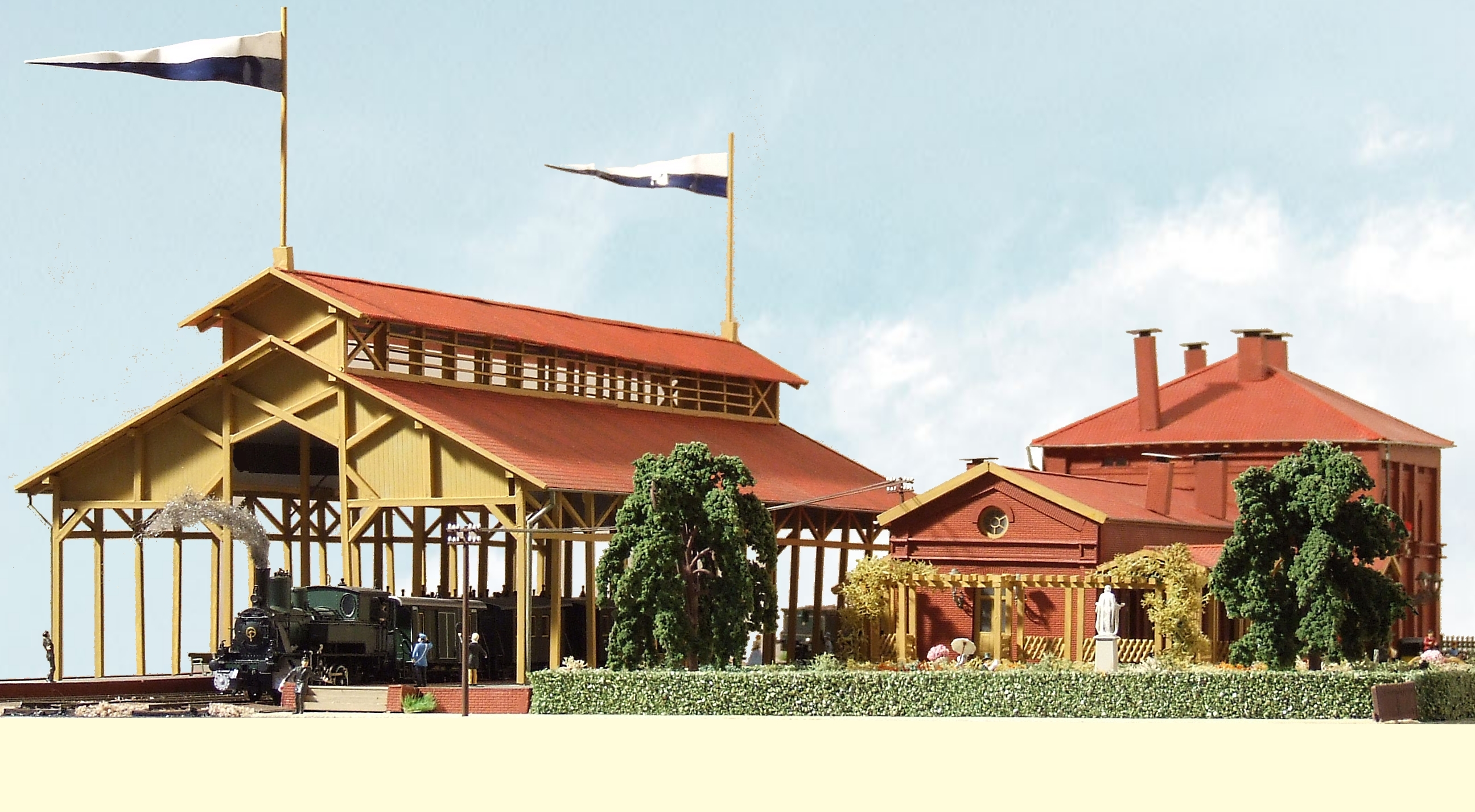
Modell des Alten Bahnhofs im Maßstab 1:87 – Ansicht von Nordwesten

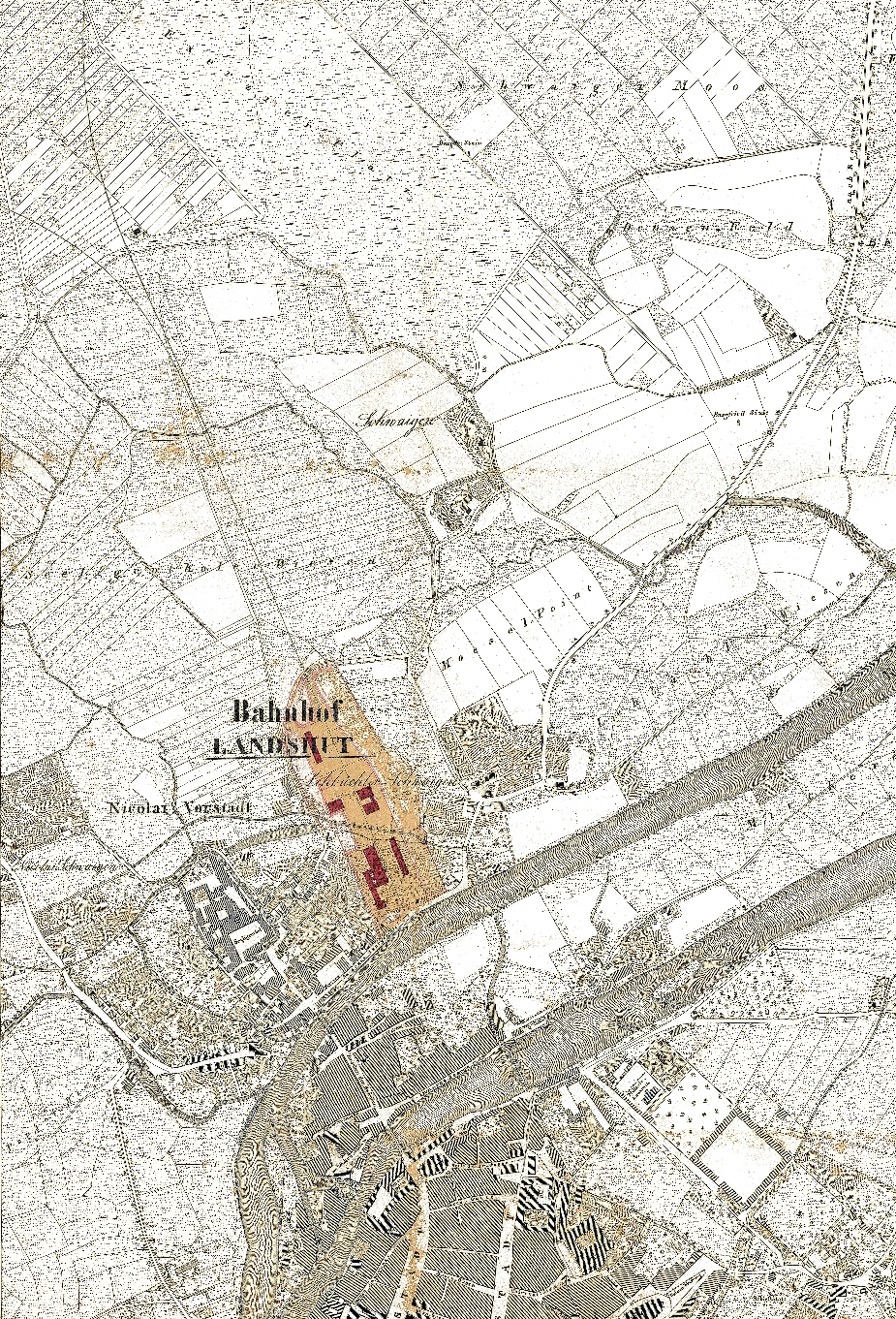
Lageplan von 1847 mit dem zukünftigen Bahngelände.

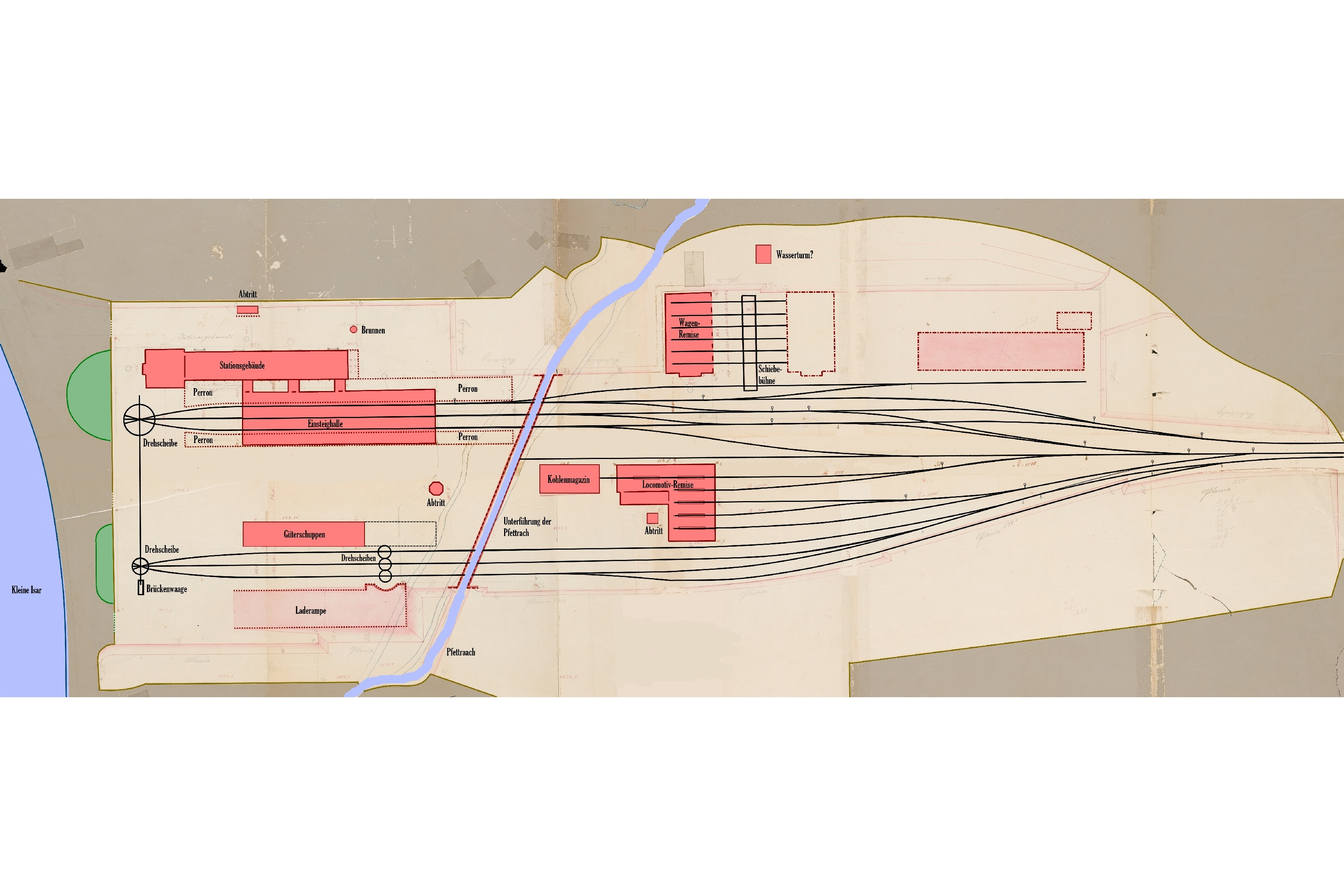
Maßstäblicher Plan des Bahngeländes, Stand ca. 1857. Gleise, Gebäude, Beschriftungen.

Die Ausdehnung des Bahngeländes betrug ca. 450 m mal 150 m in ungefährer Nord-Süd-Ausrichtung, knapp sieben Hektar. Das Bahngelände lag in unmittelbarer Nachbarschaft zum Kloster Seligenthal. Das Ein- und Ausfahrtstor befand sich auf der Nordseite des Geländes. Der Bahnhof gliederte sich in Personenbahnhof, Güterbahnhof und vollständiges Betriebswerk.

### Personenbahnhof
Der Personenbahnhof umfasste das Empfangsgebäude, die Einsteighalle und den Abtritt sowie drei Gleise mit zwei Bahnsteigen und eine Drehscheibe. Im Kopfbau des aus Backstein errichteten, von Süd nach Nord ausgerichteten, Empfangsgebäudes befanden sich die Wohnung und das Büro des Verwalters sowie das Telegrafen-Büro. Im langgestreckten Anbau waren untergebracht: Kasse, Gepäck-Büro, Post-Büro, ein Raum für Bedienstete, Wartesaal 1. und 2. Klasse, Restaurant, Wartesaal 3. Klasse und Wartesaal Seiner Majestät des Königs. Tatsächlich besuchten zwei bayerische Könige die Stadt Landshut via Bahn: 1860 König a. D. Ludwig I. und 1869 König Ludwig II.
Der Anbau wurde auf der Westseite, quasi auf der Straßenseite, von einer Holz-Veranda ergänzt. Auf dieser Seite befand sich in einigem Abstand auch der separate Abtritt. Auf der Ostseite, der Schienenseite, schloss sich die Einsteighalle an, eine offene hohe Fachwerkkonstruktion. Sie überspannte drei Gleise. Das dem Empfangsgebäude zugewandte sowie das abgewandte Gleis besaßen einen Bahnsteig für Personen, Gepäck und Post. Das mittlere Gleis war Rangierfahrten vorbehalten.

### Güterbahnhof
Bestandteile des Güterbahnhofs waren: Güterschuppen, Laderampe, Wagendrehscheiben, Brückenwaage, Abtritt. Auf der östlichen Seite des langgestreckten Güterschuppens lagen drei Ladegleise, die am Ende zu einer Wagendrehscheibe zusammenliefen. Mit Hilfe von drei kleineren Wagendrehscheiben konnten die Güterwagen von Hand um 90° gedreht, zur Ladestraße („Laderampe“) geschoben und anschließend auf das richtige Gleis rangiert werden. Gewogen wurden sie auf der Brückenwaage.

### Bahnbetriebswerk
Zum Betriebswerk gehörten nachweislich eine Lokomotiv-Remise, eine Wagenremise mit handbetriebener Schiebebühne sowie eine Bekohlung und ein Abtritt. Laut Gleisplan existierten auch Wasserkräne sowie Putzgruben, jedoch kein Wasserturm. Ein Wasserturm ist ebenso wenig im Bauplan des Lokschuppens eingezeichnet. Dort war aber eine Dampfpumpe untergebracht, die wohl ohne Zwischenspeicher zum Füllen der Lokomotiv-Tender benutzt wurde. Im Gebäude des Lokschuppens befanden sich außerdem fünf Stellplätze, eine Werkstätte, Büro, Magazin und ein (Lok-)Führerzimmer. Somit waren die vollständige Versorgung und Wartung sowie Unterstellen und Anheizen der Lokomotiven möglich. Die benachbarte Wagenremise beherbergte sechs Stellplätze mit Platz für 12 Wagen.

### Fahrplan 1860
Die Strecken Landshut–Regensburg bzw. Landshut–Passau führten nach einem Original-Fahrplan aus dem Jahr 1860 über die Geiselhöringer Gabel, welche später durch die Abkürzungen Neufahrn–Obertraubling und Sünching–Radldorf an Bedeutung verlor.
| Abfahrt | Ziel              |             |
| ------- | ----------------- | ----------- |
| 05:21   | Regensburg/Passau | Güterzug    |
| 05:36   | München           | Güterzug    |
| 08:42   | München           | Personenzug |
| 09:30   | Regensburg/Passau | Personenzug |
| 14:41   | Regensburg        | Güterzug    |
| 15:28   | München           | Personenzug |
| 17:25   | München           | Güterzug    |
| 18:22   | Regensburg        | Personenzug |

| Ankunft | Herkunft          |             |
| ------- | ----------------- | ----------- |
| 08:32   | Regensburg        | Personenzug |
| 09:20   | München           | Personenzug |
| 12:43   | Regensburg/Passau | Güterzug    |
| 14:10   | München           | Güterzug    |
| 15:18   | Regensburg/Passau | Personenzug |
| 18:12   | München           | Personenzug |
| 21:09   | München           | Güterzug    |
| 21:38   | Regensburg/Passau | Güterzug    |

### Arbeitsweise des Kopfbahnhofs
Aufgrund seiner Lage wurde der Alte Bahnhof als Kopfbahnhof ausgeführt. Die Lokomotiven, welche die Personenzüge in die Einsteighalle gezogen hatten, wurden auf der im Süden anschließenden Drehscheibe von Hand gewendet und fuhren auf dem mittleren Gleis durch die Halle hindurch bis hinter die Weichen. Schließlich setzten sie zurück an den Zug, um ihn dann vorwärts weiter ziehen zu können. Möglich ist jedoch auch, dass die Lokomotive gewechselt wurde, denn der Fahrplan sah für diesen Vorgang nur zehn Minuten vor.
Auf die gleiche Art und Weise wurden auch die Güterzug-Lokomotiven gewendet.

## Bedeutung für Stadt und Umland
Der Anschluss an das Eisenbahnnetz hatte vielfältige Auswirkungen auf die wirtschaftliche Entwicklung der Stadt und das gesellschaftliche Leben. Mit der Eisenbahn konnten nun Industriegüter transportiert werden, sowohl Stück- als auch Schüttgüter, die mit Pferdekarren schwer oder gar nicht zu bewältigen waren. Neben Kohle, Stahl, Gusseisen, Holz und anderen Baumaterialien wurde Vieh und Bier transportiert, wie Abbildungen früher Güterwagen zeigen. Neu war auch der Post-Transport per Eisenbahn, und die Telegrafenleitung entlang der Bahnstrecke ermöglichte die schnelle Nachrichtenübermittlung. Aber auch als Truppentransporter wurde die Bahn bereits 1859 eingesetzt, während des Zweiten Italienischen Unabhängigkeitskrieges.
Für Vereine, Gesellschaften und das Bürgertum erschlossen sich derweil neue Ausflugsmöglichkeiten, wobei auch das Bahnhofsrestaurant ein beliebtes Ziel war.

## Betriebsende
Schon in den siebziger Jahren des 19. Jahrhunderts zeichnete sich ab, dass der Landshuter Kopfbahnhof dem stetig zunehmenden Schienenverkehr nicht dauerhaft gewachsen war. Hinzu kam das erwartete Verkehrsaufkommen durch zusätzlich geplante Strecken nach Landau a. d. Isar sowie nach Neumarkt-St. Veit und deren Verlängerungen.
Daher wurde in den Jahren 1876 bis 1880 ein erheblich größerer Durchgangsbahnhof mit großem Ringlokschuppen am heutigen Standort errichtet, buchstäblich auf der grünen Wiese. Die Baustelle des Neuen Bahnhofs wurde zunächst zwecks Materialtransport mit Schienen an den Alten Bahnhof angeschlossen. Der erste fahrplanmäßige Zug fuhr im neuen Bahnhof am 11. Mai 1880 ein.
1881 stimmte das Finanzministerium zu, dass die dem „Staatsärar“ gehörenden Grundstücke und Gebäude des Alten Bahnhofs verkauft werden sollten. 18 400 Mark zahlte das Militär für die Erweiterung der Kavalleriekaserne, und für weitere 23,29 Tagwerk erzielte man 20 235 Mark.
Im Anschluss wurde der Alte Bahnhof zurückgebaut. Heute zeugt nur noch das Empfangsgebäude (Innere Regensburger Str. 7) von seiner Existenz. Es beherbergt seit 1881 das Königlich-bayerische Straßen- und Flußbauamt, heute Staatliches Bauamt Landshut. Während der Lokschuppen und das Bahngelände mindestens bis 1895 nachzuweisen sind, finden sich vom Trassenverlauf heute keine Spuren mehr.

## Sonstige Quellen
- Die Direction der koenigl. privil. bayer. Ostbahnen: Gleisplan Bahnhof Landshut (1857), Staatliches Bauamt Landshut
- Die Direction der koenigl. privil. bayer. Ostbahnen: Allerhoechst genehmigter Plan für Güterschoppen, Locomotiv-Remise mit Werkstättenbau, Stationsgebäude, Wagenremise (1857), Stadtarchiv Landshut
- Die Direction der koenigl. privil. bayer. Ostbahnen: Situation des Bahnhofs zu Landshut (1847), Stadtarchiv Landshut
- Albert Emil Kirchner, Landshut von Norden (1859), DB Museum Nürnberg
- Unbekannt, Bahnhof Landshut von Südwesten (ca. 1860), Historischer Verein für Niederbayern
- Historischer Stadtplan von Landshut (1895), Landesamt für Vermessung und Geoinformation München
- Aktennummer D-2-61-000-447, Denkmalliste, Bayerisches Landesamt für Denkmalpflege München